# Ivan Anđelić
Ivan Anđelić (Konjic, 1947.), hrvatski pravnik, leksikograf i kulturni djelatnik iz Bosne i Hercegovine.

## Životopis
Pravni fakultet završio je u Sarajevu. Stručne je radove objavljivao u časopisu Samoupravljanje, a pisao je za Dnevni list, Oslobođenje, Bosna franciscana i Motrišta.
Od osnutka 2004. godine je ravnatelj Hrvatskog leksikografskog instituta BiH.
Objavio je više radova o Konjicu i okolici.

## Djela
(popis nepotpun)
- Pogled iznutra, 2006.[1]
- Župe Konjic i Glavatičevo, 2014.[1]
- Naš fra Bono, 2018.[3]
- Klis – Neretvica. Župe Obri, Podhum/Žitače i Solakova Kula, 2023.[4]